# Pygmaena venetaria
Pygmaena venetaria är en fjärilsart som beskrevs av Jacob Hübner 1800-1807. Pygmaena venetaria ingår i släktet Pygmaena och familjen mätare. Inga underarter finns listade.